# Albert Besnard

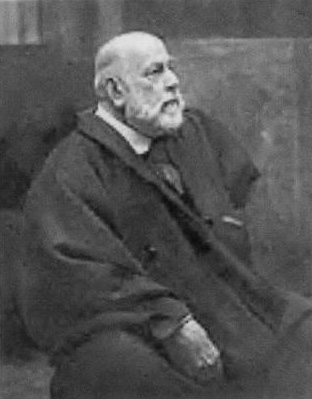
Paul-Albert Besnard, um 1920

Paul-Albert Besnard  (* 2. Juni 1849 in Paris; † 4. Dezember 1934 ebenda) war ein französischer Maler des Impressionismus.

## Leben
Paul-Albert Besnard stammte aus einer Familie von Künstlern. Sein Vater, selbst vielseitiger Künstler (Bildhauer und Miniaturmaler), starb kurz nach seiner Geburt. Seine Mutter war eine angesehene Miniaturistin.
Als 15-Jähriger fand Besnard rasch einen Platz im Atelier von Jean-Auguste-Dominique Ingres und schon zwei Jahre später (1866) wurde er in die Malklasse der École des Beaux-Arts aufgenommen. Seine Lehrer Jean-François Brémond (1807–1868) und Alexandre Cabanel übten einen großen Einfluss auf den jungen Besnard aus – sie teilten auch die Liebe zu den Werken des Malers Eugène Delacroix. Schon 1874 gewann Besnard den Prix de Rome mit »La mort de Timophane«. Der Prix de Rome war für Kunststudenten die begehrteste Auszeichnung und galt als Sprungbrett zu höchsten akademischen Ehren. Daneben ermöglichte er den Gewinnern einen vierjährigen Aufenthalt an der Académie de France à Rome (Villa Medici) in Rom. 

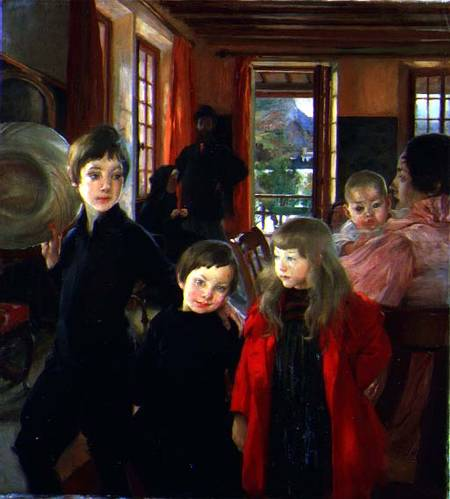
Albert Besnard: Die Familie des Künstlers, Öl auf Leinwand, 1890

Besnard brauchte lange Zeit, um den ihm zusagenden Weg zu finden, und erst in London, wohin er sich um 1880 mit seiner Frau, der Bildhauerin Charlotte Gabrielle Dubray (1855–1930) – der ältesten Tochter des bekannten Bildhauers Gabriel-Vital Dubray (1813–1892) –, begeben hatte, entfaltete sich seine Eigenart. Der graue englische Himmel scheint in ihm die Sehnsucht nach Licht und Sonne geweckt zu haben, und dieses Streben kam zunächst auf einigen Frauenbildnissen zum Ausdruck, die er von London in den Pariser Salon schickte. Dabei machte er die Bekanntschaft mit dem Kollegen und Landsmann Alphonse Legros, zusammen studierten sie auch die englischen Meister Thomas Gainsborough, Joshua Reynolds und Thomas Lawrence.
Nach Paris zurückgekehrt, wurde Besnard mit der Ausschmückung der Vorhalle der Pharmazeutenschule beauftragt, die er in so lichten Tönen durchführte, dass diese Malereien nahe an die Art der Impressionisten herankommen. Zudem fanden diese Darstellungen auch insofern Anerkennung, als sie von einigen mit den freien, natürlichen Gestalten der florentinischen Fresken verglichen wurden. Seitdem erhielt er vom Staat und von der Stadt weitere bedeutende Aufträge für öffentliche Gebäude. 
Um 1885 reiste er nach Spanien, Marokko und Algerien in Begleitung des Malers Jules Chéret. Im weiteren Verlauf seiner Tätigkeit verlor sich Besnard immer tiefer in die wunderlichsten Farbenexperimente und künstlichsten Beleuchtungseffekte, wofür er bekannt wurde.
Mit 85 Jahren starb Albert Besnard in Paris und fand auf dem Cimetière Montparnasse (Div. 9) seine letzte Ruhestätte.

## Ehrungen und Auszeichnungen

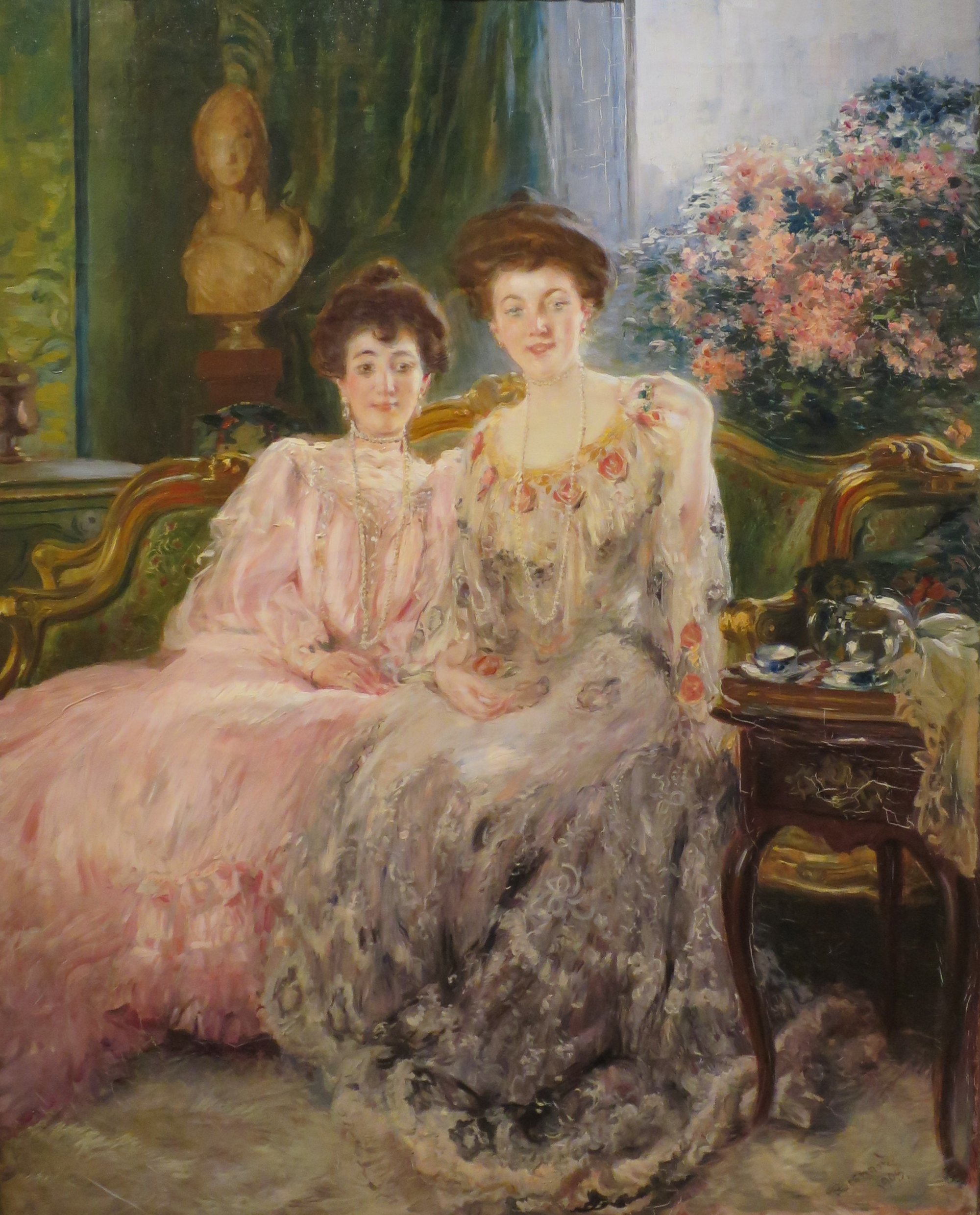
Porträt Frl. Kharitonenko

- 1890 Medaille erster Klasse in München
- 1907 Mitglied (Partner) der Académie royale des Sciences, des Lettres et des Beaux-Arts de Belgique[1]
- 1912 Mitglied der Académie des Beaux-Arts
- 1913 Mitglied der Académie de France à Rome
- 1921 Ehrenmitglied (Honorary Royal Academician) der Royal Academy of Arts in London[2]
- 1922 Direktor der École des Beaux-Arts
- 1924 Mitglied der Académie française (Fauteuil 13)[3]
- 1924 Direktor der Académie de France à Rome
- 1924 Grand-croix der Ehrenlegion
- 1932 Ehrenmitglied (Honorary NA) der National Academy of Design in New York[4]
- Kommandeur des Ritterorden der hl. Mauritius und Lazarus
- Orden der Krone von Italien
- die Rue Albert Besnard in Annecy wurde ihm zu Ehren benannt
- der Square Albert-Besnard in Paris (17. Arrondissement) wurde ihm zu Ehren benannt

## Weblinks

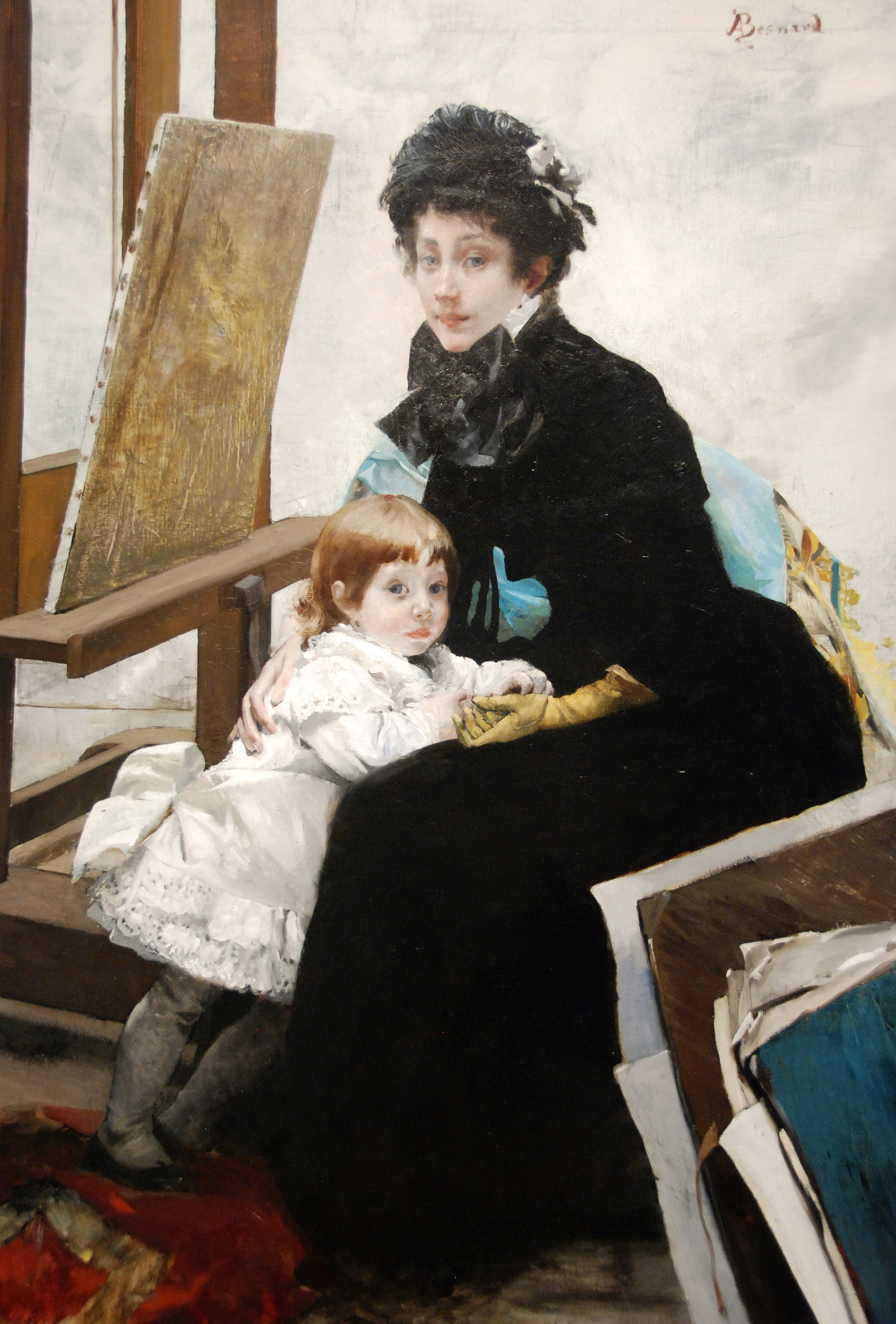
Madame Lerolle und Yvonne